# Lars-Anders Wahlgren
Lars-Anders Wahlgren (Lund, 24 agosto 1966) è un ex tennista svedese.

## Carriera
In carriera ha raggiunto una finale nel singolare all'Australian Indoor Championships nel 1989, e due di doppio al Kuala Lumpur Open nel 1993 e nel 1994. Nei tornei del Grande Slam ha ottenuto il suo miglior risultato agli Australian Open raggiungendo il terzo turno nel singolare nel 1990 e nel 1992, e nel doppio nel 1995.

## Statistiche

### Singolare

#### Finali perse (1)
| Numero | Anno            | Torneo                                  | Superficie | Avversario in finale | Punteggio     |
| 1.     | 15 ottobre 1989 | Australian Indoor Championships, Sydney | Cemento    | Ivan Lendl           | 2-6, 2-6, 1-6 |

### Doppio

#### Finali perse (2)
| Numero | Anno           | Torneo                          | Superficie | Compagno       | Avversari in finale         | Punteggio     |
| 1.     | 3 ottobre 1993 | Kuala Lumpur Open, Kuala Lumpur | Cemento    | Jonas Björkman | Jacco Eltingh Paul Haarhuis | 5-7, 6-4, 6-7 |
| 2.     | 2 ottobre 1994 | Kuala Lumpur Open, Kuala Lumpur | Sintetico  | Nicklas Kulti  | Jacco Eltingh Paul Haarhuis | 0-6, 5-7      |